# Kameroense parlementsverkiezingen (2020)
De Kameroense parlementsverkiezingen van 2020 werden op 9 februari gehouden voor het lagerhuis van het parlement, de Nationale Vergadering, en resulteerden in een overwinning van de regerende Rassemblement démocratique du peuple camerounais (RDPC). De verkiezingen stonden aanvankelijk gepland voor 2018 maar werden uiteindelijk tweemaal uitgesteld.
| Partij                                             | Zetels    | %     |
| -------------------------------------------------- | --------- | ----- |
| Rassemblement démocratique du peuple camerounais   | 152       |       |
| Union nationale pour la démocratie et le progrès   | 7         |       |
| Front social démocrate                             | 5         |       |
| Parti camerounais pour la réconciliation nationale | 5         |       |
| Union démocratique du Cameroun                     | 4         |       |
| Front pour le salut national du Cameroun           | 3         |       |
| Mouvement pour la défense de la République         | 2         |       |
| Union des mouvements socialistes                   | 2         |       |
| Overige partijen                                   | 0         |       |
| Totaal                                             | 180       |       |
| Totaal uitgebrachte stemmen                        | 3.021.947 | 100   |
| Opkomst                                            | Opkomst   | 43,79 |
| Bron: IPU                                          |           |       |

Presidentsverkiezingen: 1965 · 1970 · 1975 · 1980 · 1984 · 1988 · 1992 · 1997 · 2004 · 2011 · 2018 · 2025

Parlementsverkiezingen: 1964 · 1973 · 1978 · 1983 · 1988 · 1992 · 1997 · 2002 · 2007 · 2013 · 2020

Referenda: 1972